# Do ogników błędnych na cmentarzu
Do ogników błędnych na cmentarzu – odezwa Cypriana Kamila Norwida z 1851 w odpowiedzi na tekst Władysława Dienheim-Chotomskiego.

## O tekście
W numerze 48 Gońca Polskiego z 28 lutego 1858 ukazała się korespondencja z powiatu średzkiego Władysława Dienheim-Chotomskiego, publikowana anonimowo pod tytułem Błędny ognik, w której autor usiłował sparodiować język Promethidiona i imiennie zaatakował jego autoraː Ale cóżǃ zły przykład bardziej niż dobry się rozprzestrzenia, a mianowicie u nas. Nie dziwić się przeto, że my ruchliwi [nie mówięː ruchający się (bo ruch nie jest Boruchem)] z wzruszeniem poruszywszy się (czyn nie leży w ruchu, ale ruch w czynie), obruszamy się (im się człowiek głębiej w wagę słowa ((a są słowa, co nie są słowami)) i wcielania jego dramat wpatrzy, tym straszniej jest pióro wziąć do ręki) na naruszanie praw naszych obywatelskich. Parodii tej towarzyszył zarzut, że  głęboko myślący nasz C.K.N. chce wprowadzić znaną od XIII wieku chorobę literacką zwaną concetti, polegającą na jaskrawej, lecz naciąganej grze słów. Autor postulował, by konwulsyjne artykuły tegoż autora, zawierające sporo pięknych myśli, przełożyć na język polski. Redaktor Gońca, Władysław Bentkowski, którego felieton z 1849, był inspiracją dla Chotomskiego, opublikował jego tekst i opatrzył go dopiskiemː Szanowny i kochany C.K.N., wybaczy nam nie wątpimy, nierozciąganie cenzury redaktorskiej na pole beletrystycznych zapatrywań. Dość często przychodzi nam w politycznych artykułach i listach smutnej tej dopełniać powinności.
Odezwa Do Ogników błędnych na cmentarzu była odpowiedzią Norwida zarówno na zaczepkę Chotomskiego, jak i na nielojalne zachowanie samego Bentkowskiego (Norwid był bowiem od kilku miesięcy stałym redaktorem pisma). Została przesłana do Poznania 4 marca, a drukiem ukazała się 11 marca. Poeta umieścił te Ogniki na cmentarzu, uważając, że ich słowa są symptomem śmierci, która nie potrafi opuścić zastanych kolein myślowych i obyczajowych. Tekst został opatrzony mottemː W sprawiedliwości na prawo i na lewo, wziętym z Drugiego Listu do Koryntian 6, 7 w tłumaczeniu Biblii gdańskiej. Norwid posłużył się tym cytatem w opublikowanym o trzy dni wcześniej felietonie Pół-listu. Tekst ten i późniejsze o kilka dni Ostatnie słowo to nie są litery, są faktycznym pożegnaniem Norwida z publicznością wielkopolską i zerwaniem z Gońcem.

## Treść
Norwid przytacza perykopę ewangeliczną o żebraku ślepym (ciemnym) od urodzenia, o którego uczniowie pytali, kto jest temu winien, że nie widzi, a o którym Zbawiciel powiedział, że nikt nie jest winien, ale stało się to, by się nad nim okazały sprawy Boże. I uzdrowił ciemnego. Norwid zwraca się więc do Ognika błędnego, by przejrzał w prawie wszystkich dziennikach polskich od 1840 liczne pisma C.K.N., który jednocześnie dziękuje redakcji za ostrzeżenie, który postara się wzorem pisarzy swobodniejszych mniej streszczać swe wypowiedzi, który wreszcie z przyrodzonej ciemnoty jest zadowolony, póki korzystać z niej może mądrość ogółu, a ten, co z niej szydzi, nie zechce, wzorem Zbawiciela, raczej jej odgarnąć. Co do concetti, odsyła autora do przysłów ludowych i Rogera Bacona. Jeśli zaś zdarzyło mu się, choć jedną prawdę ojczyźnie przynieść, czuje się sowicie wynagrodzonym za niedelikatności rodaków. Reszta jest milczeniem. 